# Alberto Casañal Shakery
Alberto Casañal Shakery (San Roque, 22 de junio de 1874-Zaragoza, 6 de febrero de 1943) fue un poeta, comediógrafo, humorista y escritor costumbrista español, presidente de la Sección de Literatura del Ateneo de Zaragoza.

## Biografía
Nació circunstancialmente en San Roque, Cádiz, hijo del conocido topógrafo Dionisio Casañal; fue a Zaragoza de niño y allí vivió siempre. Se licenció en Ciencias Físico-Químicas y fue catedrático de Matemáticas en la Escuela Industrial de Zaragoza.Obtuvo la medalla de oro de la ciudad de Zaragoza,  

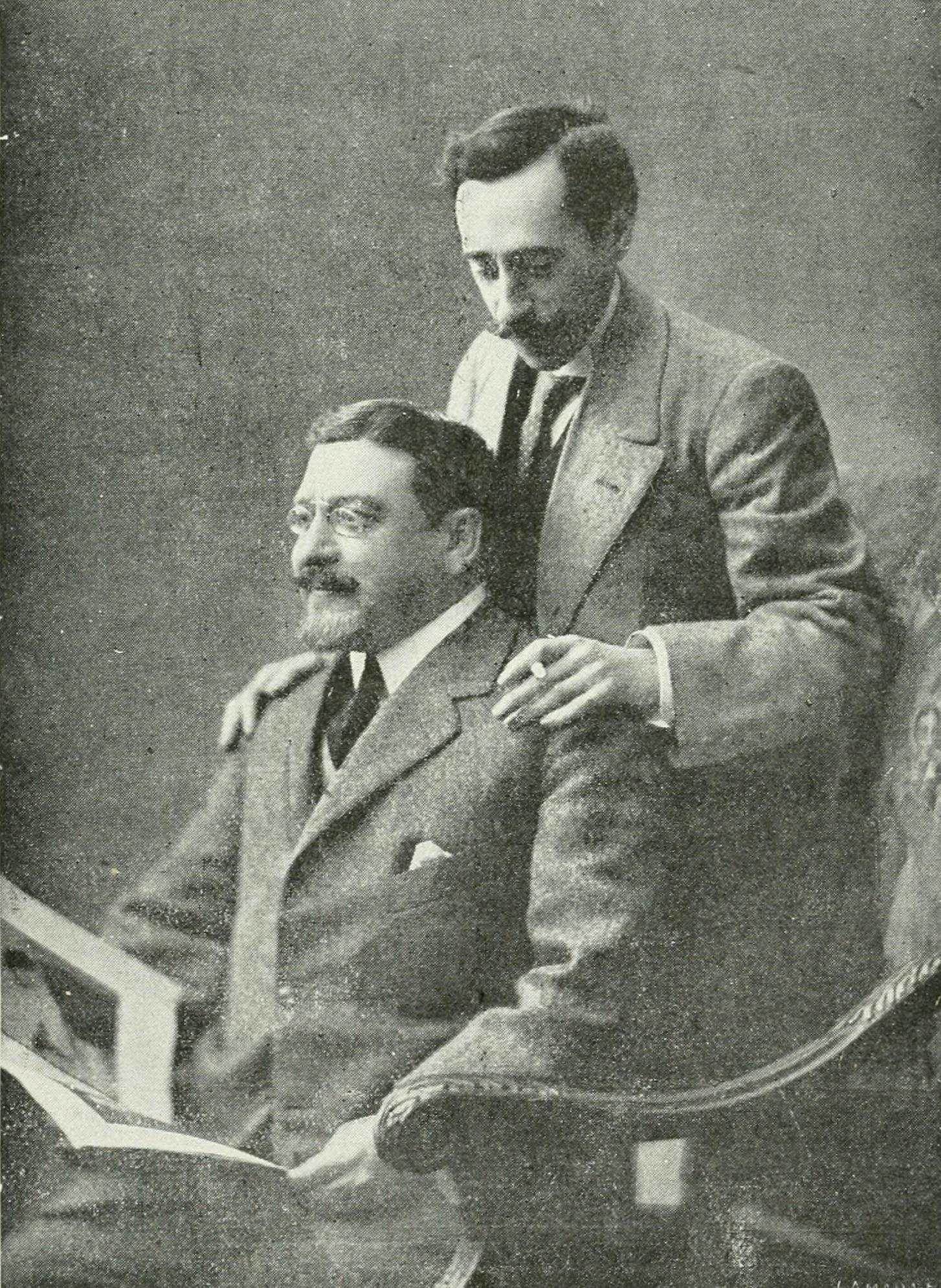
Alberto Casañal (de pie) con Sixto Celorrio (sentado)

Comenzó a componer versos en grande abundancia y con la mejor gracia, siendo especialmente célebres sus romances baturros; el más popular de los poetas regionales aragoneses, llegó a ser nombrado hijo adoptivo de Zaragoza. Recopiló cantares tradicionales baturros y escribió en aragonés y castellano narraciones y muy numerosas piezas breves cómicas de teatro, casi siempre ambientadas en Aragón y de fuerte sabor regionalista, a veces en colaboración con su amigo Pablo Parellada. Colaboró en La Gran Vía, Barcelona Cómica, Pluma y Lápiz y otras publicaciones.
El 22 de diciembre de 1914 presentó ante los lectores del Heraldo de Aragón «su irrevocable dimisión» al estar convencido de que le iba a tocar el gordo de la lotería de Navidad de dicho año:

Cuando leáis esta carta de despedida (¡agarrarse!) ya seré rico; tan rico, poderoso e importante como Lerroux, Romanones y otros ilustres cofrades que, gracias a su talento, han conseguido forrarse de billetes y ser amos de España y sus arrabales.

La fortuna no le sonrió como él creía. Al día siguiente, rectificó explicando que su dimisión se debió a:

Una obcecación ridícula, que puso en tensión mis nervios, me hizo soñar, un instante, con pescar el primer premio.

## Obras

### Teatro
- La tronada
- Angelistos al cielo
- Los tenderos
- La hora fatal
- Los chicos de los pobres
- La paga de alivio
- Los pícaros estudiantes (zarzuela)
- Con Pablo Parellada, Historia cómica de Zaragoza, La justicia de Almudévar, Recepción académica, Cambio de tren y El gay saber.

### Versos
- Fruslerías, versos, 1898
- Romances de ciego, 1910
- Versos de muchos colores, 1912
- Jotas, en colaboración con Sixto Celorrio, 1912
- Cantares baturros
- Fruta de Aragón. Versos Baturros.
- Romance, Vida y Retrato De Ramón Laborda (El Chato).

### Narrativa
- Cuentos baturros, 1898 y 1900
- Mostilladas, cuentos
- Una boda entre baturros, novela festiva en verso

### Otros
- Baturradas
- Más baturradas, 1903
- Nuevas baturradas. Monólogos y diálogos baturros
- Epistolarlo baturro, 1907
- Nuevo libro de los Enxemplos, 1920
- De Utebo a Zaragoza.
- Gramática parda y otras picardías